# Капаев, Иса Суюнович
Капаев Иса Суюнович (род. 16 июня 1949, Эркин-Юрт) — ногайский писатель и публицист. Народный писатель Карачаево-Черкесии. Заслуженный работник культуры Российской Федерации (2011).

## Биография
Иса Капаев родился в ауле Эркин-Юрт (ныне Ногайский район Карачаево-Черкесии) 16 июня 1949 года. Сын С. И. Капаева. Учился в Ростовском инженерно-строительном институте и Литературном институте им. А. М. Горького в Москве. Работал руководителем  Карачаево-Черкесского отделения Литературного фонда РФ. Заслуженный работник культуры РФ. Является член-корреспондентом Российской академии естественных наук (с 2020 г.), В 2021 году за роман "Саманта" стал лауреатом Большой литературной премии России.

## Творчество
Первый рассказ Капаева был опубликован в 1968 году. В начале 1970-х печатался в литературных журналах «Дон», «Дружба народов», «Знамя», «Юность». Отдельным изданием первая книга Капаева «Куржын» вышла в 1975 году.
В конце 1970-х — начале 1980-х изданы его повести «Сказание о Сынтаслы», «Салам, Михаил Андреевич!», «Гармонистка» и роман «Вокзал». Важной вехой в творчестве писателя стал роман «Книга отражений» (1989, 1991).
В начале 1990-х годов Капаев стал активно заниматься публицистикой. Он явился одним из учредителей и главным редактором ногайского русскоязычного журнала «Половецкая луна».
В 2000 году вышла очередная книга Капаева — «Уплывающие тени», состоящая из одноимённой исторической повести и исторического эссе «Мародёры Великой степи». Автор исторических исследований "Бессмертная смерть" (2004 г.), "Меч судьбы" (2017 г.). "Ногайские мифы, легенды и предания. Опыт мифологического словаря" (2012 г.).В 2021 году в журнале "Наш Современник" напечатана повесть "Ё-моё".
Произведения Капаева переведены на болгарский, турецкий, казахский, каракалпакский, польский и русский языки.

## Семья
- Жена — ногайская поэтесса Кельдихан Кумратова (1944—2003), трое детей.
- Отец — Капаев, Суюн Имамалиевич (1927—2001), ногайский писатель и поэт, народный писатель Карачаево-Черкесии, заслуженный работник культуры Дагестана.